# Molasa
Izraz molása se nanaša na zaporedje peščenjakov, skrilavcev in konglomeratov, ki je nastala po končani alpidski orogenezi oziroma kot kopenska ali plitva morska nahajališča pred dvigajočimi gorskimi verigami. Nanosi molase se kopičijo v predelu obronkov, zlasti flišni nanosi, na primer tistih, ki so zapustili dvigajoče Alpe ali erozijo v Himalaji. V primerjavi z globokomorskimi flišnimi sedimenti so ti nanosi običajno ne-morski naplavinski in rečni sedimenti nižin. Sedimentacija se ustavi, ko se orogeneza ustavi ali ko so gore erodirale.
Molasa lahko včasih popolnoma napolni predgorsko kotlino (molasni kotlina ali molasni bazen) in ustvari skoraj ravno površino, ki pa kljub temu ostaja strukturna sinklinala. Molasa je lahko v bližini gorske verige zelo gosta, vendar se običajno redči proti notranjosti kratona; taka masivna, izbočena kopičenja sedimenta so znana kot klastični klini.